# Black Friday

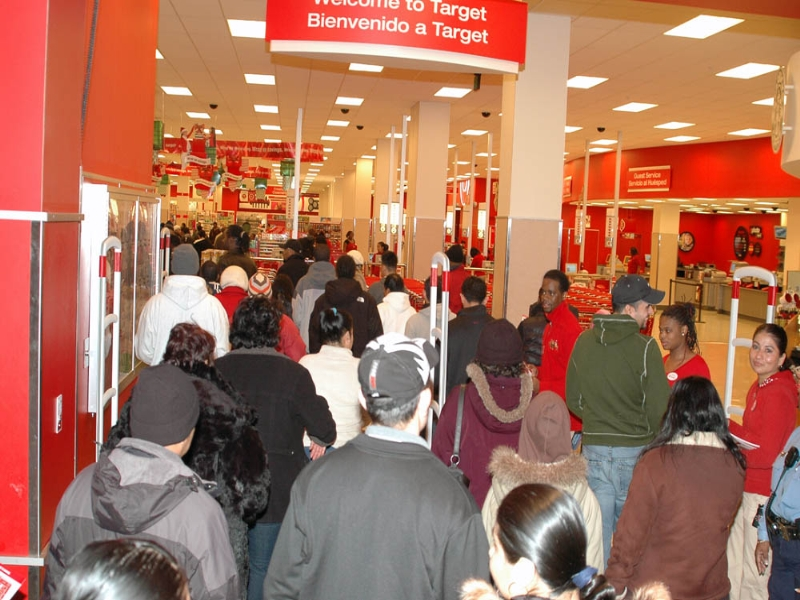
Black Friday bei Target im November 2008

Black Friday (englisch, „schwarzer Freitag“) wird in den Vereinigten Staaten der Freitag nach Thanksgiving genannt. Da dieser Feiertag stets auf den vierten Donnerstag im November fällt, gilt der darauffolgende Freitag als Start in ein traditionelles Familienwochenende und als Beginn der Weihnachtseinkaufsaison. Thanksgiving kann auf einen Termin vom 22. bis zum 28. November fallen, der Black Friday entsprechend auf den 23. bis zum 29. des Monats.
Der Black Friday ist auch eine Verkaufsveranstaltung des Einzelhandels, der mit Rabatten zum Einkaufen animieren soll. Mittlerweile ist die Rabattaktion zu diesem Termin in vielen Industrienationen sowohl im stationären als auch Online-Handel übernommen worden.

## Wirtschaftliche Bedeutung

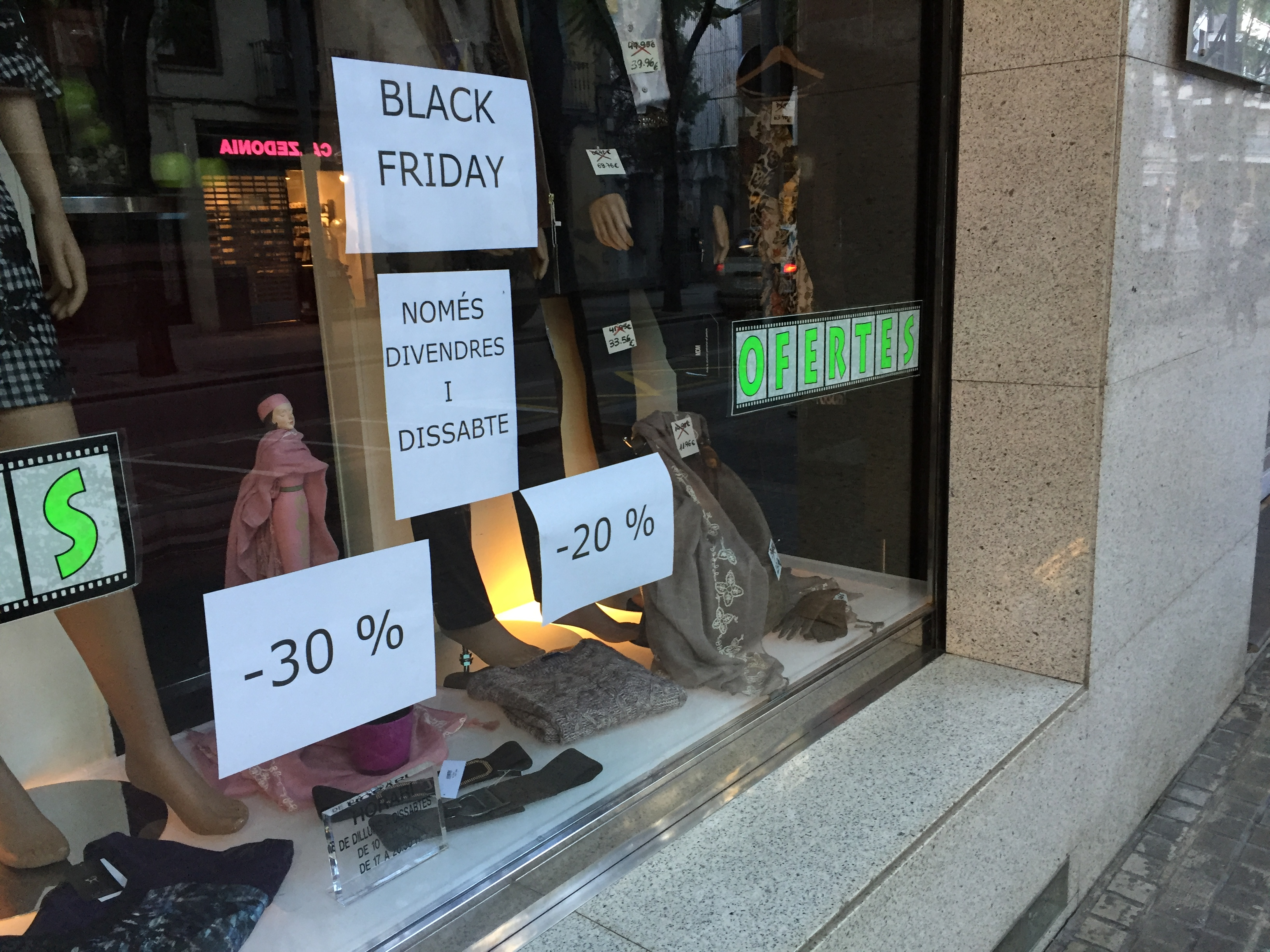
Black Friday 2015 in Cerdanyola, Spanien

Da die meisten Amerikaner diesen Tag als Brückentag nutzen und erste Weihnachtseinkäufe tätigen, werden große Umsätze in den Geschäften getätigt. Viele Läden und Handelsketten öffnen bereits in den frühen Morgenstunden – üblicherweise um fünf Uhr – und bieten Sonderangebote, Rabatte und Werbegeschenke. Deshalb warten viele Menschen nachts in Schlangen vor den Geschäften, um Schnäppchen (englisch doorbusters) zu ergattern. 2013 öffneten einige große Ladenketten ihre Geschäfte schon Donnerstag am frühen Abend. Entgegen früheren Annahmen werden erst seit 2005 in den Vereinigten Staaten am Black Friday die höchsten Umsätze des Jahres erzielt. Der Black Friday dient in den Vereinigten Staaten als wichtiger Indikator für das Weihnachtsgeschäft.
2014 wurden 50,9 Milliarden US-Dollar während des viertägigen Black-Friday-Wochenendes ausgegeben. Nach Schätzungen sollen 2014 rund 134 Millionen Menschen eingekauft haben. 2017 gaben die Amerikaner rund um den Black Friday laut Marktforschung Adobe Analytics fast acht Milliarden Dollar aus.
Seit der Verbreitung des Internethandels werben am auf den Black Friday folgenden Cyber Monday viele Online-Händler mit Sparaktionen. Der als eintägiges „Shopping Event“ gedachte Black Friday wird oft auch auf mehrere Tage verlängert und dann als Black Week bezeichnet.

## Unterscheidung zumBlack Thursday
Nicht zu verwechseln ist der Tag mit dem Tag des Börsencrashs in New York im Oktober 1929 (Schwarzer Freitag, im Englischen Black Thursday ‚Schwarzer Donnerstag‘). Der Name Schwarzer Freitag ist dadurch entstanden, dass aufgrund der Zeitverschiebung in Europa bereits der Freitag begonnen hatte, während auf dem amerikanischen Kontinent der Donnerstag noch nicht zu Ende war.

## Herkunft der BezeichnungBlack Friday
Die folgenden etymologischen Erklärungen gelten als die populärsten:
- Der Name kann daher rühren, dass die Menschenmassen auf den Straßen und in den Einkaufszentren aus der Entfernung wie eine einzige schwarze Masse erscheinen. Dies könnte auch eine Anspielung auf das Chaos nach dem Börsencrash von 1929 sein, als viele Menschen ihre Ersparnisse in letzter Minute bei ihrer Bank abzuheben versuchten (bank run).
- Eine weitere Theorie ist die, dass an diesem umsatzstarken Tag die Händler die Chance haben, aus dem Minus herauszukommen – also statt roter Zahlen schwarze zu schreiben.

Die erste bekannte Verwendung des Ausdrucks Black Friday (in diesem Sinne) wurde durch Bonnie Taylor-Blake von der American Dialect Society recherchiert und eine Herkunft aus Philadelphia belegt:

“JANUARY 1966—‘Black Friday’ is the name which the Philadelphia Police Department has given to the Friday following Thanksgiving Day. It is not a term of endearment to them. ‘Black Friday’ officially opens the Christmas shopping season in center city, and it usually brings massive traffic jams and over-crowded sidewalks as the downtown stores are mobbed from opening to closing.”

„JANUAR 1966 – ‚Black Friday‘ ist der Name, den die Polizei von Philadelphia dem Freitag nach dem Thanksgiving Day gegeben hat. Dies ist für sie kein Ausdruck der Begeisterung. ‚Black Friday‘ eröffnet offiziell die Weihnachtseinkaufszeit in der Innenstadt, und er bringt normalerweise massive Staus und überfüllte Bürgersteige, während die Geschäfte in der Innenstadt von Öffnung bis Schließung belagert werden.“

## Black Friday im deutschsprachigen Raum

### Deutschland
Während der Black Friday in den USA hauptsächlich im stationären Einzelhandel stattfindet, werden in Deutschland die meisten Rabatte online angeboten. In größerem Rahmen findet der Black Friday in Deutschland seit 2013 statt. Apple war 2006 das erste Unternehmen, das zum Black Friday mit Rabatten warb. Den Namen Black Friday verwendete Apple dabei in Deutschland nie, sondern sprach etwa 2012 von einem „eintägigen Shopping Event“. Die Aktion gewann in den Folgejahren schnell an Bekanntheit. 2013 bewarben 500 Händler ihre Angebote zum Black Friday über eines von mehreren Werbeportalen.
2014 erwarteten Online-Händler am Black Friday einen Umsatz von 296 Millionen Euro.
Nach Angaben des Zahlungsanbieters Klarna sind die Online-Einkäufe am Black Friday im Vergleich zu einem normalen Freitag um 64 Prozent gestiegen. Laut einer Erhebung von RetailMeNot in Zusammenarbeit mit dem Centre for Retail Research zu den prognostizierten E-Commerce-Umsätzen am Black-Friday-Wochenende in Deutschland wurden 2016 am Black Friday 360 Millionen Euro umgesetzt, am Black-Friday-Wochenende mehr als eine Milliarde Euro. Für das Black-Friday-Wochenende 2017 rechneten Experten mit einem Umsatz von 1,3 Milliarden Euro. Der Handelsverband Deutschland (HDE) prognostizierte 2018 eine Umsatzsteigerung am Black-Friday-Wochenende auf 2,4 Milliarden Euro, für 2019 auf 3,1 Milliarden Euro.
Die Wortmarke Black Friday war bis Oktober 2022 in Deutschland teilweise geschützt. Vom Markenschutz ausgenommen waren Werbedienstleistungen für Dritte sowie der Handel mit Elektronik- und Elektrowaren. Mit Urteil des Kammergerichtes in Berlin wurde die Marke Black Friday für verfallen erklärt. Der Bundesgerichtshof wies eine Beschwerde gegen die Nichtzulassung der Revision der Markeninhaberin im Juli 2023 ab, wodurch das Urteil des Kammergerichtes rechtskräftig wurde.

### Österreich
In Österreich setzten Händler am Black Friday 2018, der Wirtschaftskammer Österreich zufolge, 100 Millionen Euro um. Für den Black Friday 2019 rechnete der Handelsverband mit Mehreinnahmen in Höhe von mindestens 100 Millionen Euro.

### Schweiz
In der Schweiz gab es ab 2007 die ersten Black-Friday-Angebote von kleinen Onlineshops. Seit 2015 macht Manor als erster großer Detailhändler bei der Verkaufsveranstaltung mit. Das Unternehmen erzielte an diesem Tag einen dreimal höheren Umsatz als an einem regulären Freitag. 2016 folgten zahlreiche andere grosse Shops dem Vorbild Manors und starteten ebenfalls mit Rabattaktionen. Die Nachfrage der Kunden war so gross, dass diverse Onlineshops teilweise für mehrere Stunden nicht erreichbar waren. Im Jahr 2024 erwarteten Experten im Schweizer Handel einen Umsatz von 470 Millionen Franken am Black Friday, wovon 120 Millionen Franken auf Onlineshops entfallen sollen. Auch wenn die Unternehmen Umsatzrekorde ausweisen konnten, warnten Branchenexperten vor den langfristigen wirtschaftlichen Folgen für den Schweizer Handel. So sei die Vorweihnachtszeit ohnehin die umsatzstärkste Zeit, so dass die Rabattaktionen die Profitabilität mindern und bei den Kunden die Erwartung erhöhen, besondere Angebote vor Weihnachten zu erhalten.

## Kritik

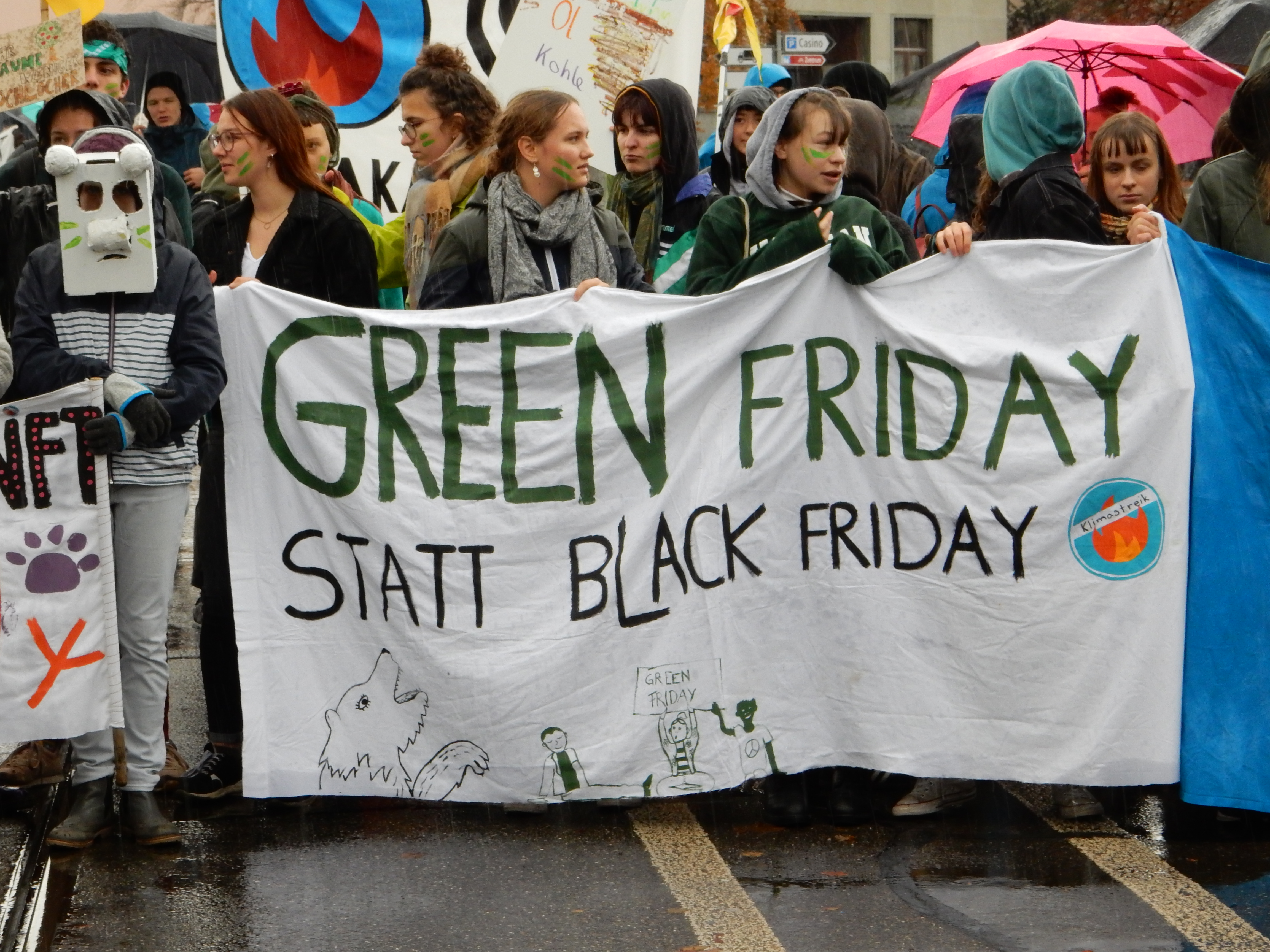
Kritik am Black Friday an einer Kundgebung von Fridays for future

Verbraucherschützer kritisierten, dass die Rabatte bei Verkaufsaktionen wie dem Black Friday, Cyber Monday oder Amazons „Cyber-Monday-Woche“ 2015 oft „künstlich“ aufgeblasen seien. Oft würde der Rabatt nicht ausgehend vom tatsächlichen Marktpreis, sondern von der weit über den handelsüblichen Preisen angesetzten unverbindlichen Preisempfehlung oder Mondpreisen berechnet. Bei Vergleichen mit anderen Anbietern relativierten sich die Rabatte. So seien oft nur noch echte Preisnachlässe von 10 bis 25 Prozent realistisch – anstelle der angegebenen 50 oder 60 Prozent. Zu einem ähnlichen Urteil gelangte auch das Portal Mydealz, das für die Black Fridays 2013 bis 2015 nach eigenen Angaben 1.400 Angebote analysierte. Der Auswertung zufolge konnten Konsumenten bei den Black-Friday-Aktionen in den Jahren 2012, 2013 und 2014 bei Smartphones eine durchschnittliche Ersparnis von 26 Prozent, bei Spielekonsolen von 20 Prozent, bei Fernsehern von 11 Prozent und bei Mode von 50 Prozent erzielen.
Seit 1992 wird dem Aktionstag die Konsumverweigerung durch Ausrufung eines Kauf-nix-Tags (englisch Buy Nothing Day) entgegengesetzt.